# St. Michael (Mönchberg)

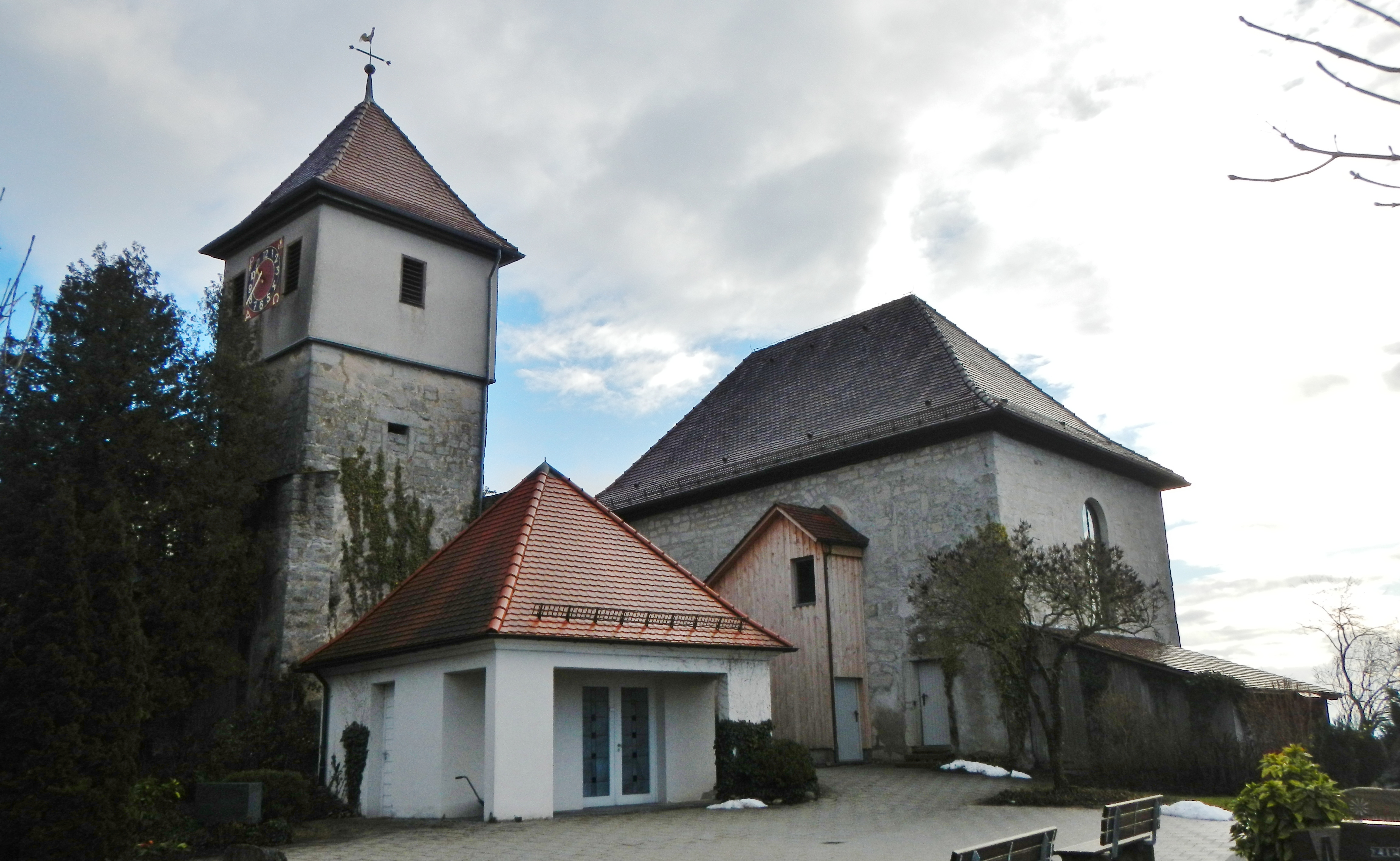
St. Michael in Mönchberg

Die evangelische Pfarrkirche St. Michael in Mönchberg, einem Stadtteil von Herrenberg im Landkreis Böblingen in Baden-Württemberg, ist beim Landesamt für Denkmalpflege Baden-Württemberg als Baudenkmal eingetragen. Die Kirchengemeinde St. Michael gehört zum Kirchenbezirk Herrenberg der Evangelischen Landeskirche in Württemberg.

## Beschreibung
Die Saalkirche wurde 1748 nach einem Entwurf von Johann Adam Groß dem Älteren gebaut. Sie besteht aus einem Langhaus, das mit einem Walmdach bedeckt ist, an das im Osten die Sakristei angebaut ist. Der Kirchturm des Vorgängerbaus blieb als Campanile im Kern erhalten. Er wurde mit einem Geschoss aufgestockt, das die Turmuhr und den Glockenstuhl beherbergt, und mit einem Pyramidendach bedeckt. 
Der Innenraum des Langhauses ist mit einer Kassettendecke überspannt. Zur Kirchenausstattung gehört ein Kanzelaltar. Die Orgel wurde 1845 von Franz Anton Engelfried gebaut.